# Raphidascaroides diodonis
Raphidascaroides diodonis är en rundmaskart som först beskrevs av Thwaite 1927.  Raphidascaroides diodonis ingår i släktet Raphidascaroides och familjen Anisakidae. Inga underarter finns listade i Catalogue of Life.